# 布法羅索普斯通 (阿拉斯加州)
布法羅索普斯通（英語：Buffalo Soapstone）是位於美國阿拉斯加州馬塔努斯卡-蘇西特納自治市鎮的一個非建制地區和人口普查指定地區。根據2010年美國人口普查，該地人口為855人，而該地的面積約為58.50平方千米。

## 地理
布法羅索普斯通的座標為61°41′25″N 149°07′27″W / 61.69028°N 149.12417°W，而該地的平均海拔高度為238米（即782英尺）。